# レネ・マリー・フォッセン
レネ・マリー・フォッセン（Lene Marie Fossen, 1986年8月18日 - 2019年10月22日）は、ノルウェーの写真家・芸術家。

## 生涯
レネ・マリー・フォッセンは、10歳から拒食症になった。彼女は成長しないように飢えることを始めたと述べている。
彼女は10代の頃から写真を学び始め、主として人物の白黒ポートレートを撮影した。2017年、彼女の拒食症との格闘を描いたセルフポートレート展を開催し、ノルウェーで大きな注目を集めた。さまざまなインタビューやTEDにおける講演の中で、創造性と体調不良の苦しみの間での葛藤を語った。
2019年、彼女はギリシャでシリア難民の子供たちのポートレート写真を撮影するとともに、自身の生活を描くドキュメンタリーを制作した。その制作中に交通事故に遭い、健康問題が悪化した。彼女は33歳で、病気の長期的な後遺症により死去した。死去時の体重は25kgであった。
ドキュメンタリー"Self Portrait"は彼女の死後に放映された（日本では2020年11月6日にEテレ「ドキュランドへようこそ」で『セルフポートレート　拒食症を生きる』の題で放映）。
2022年、彼女の遺した写真作品の展覧会が開催された。